# Bilješke uz financijske izvještaje
Bilješke uz financijske izvještaje pružaju dodatne informacije i objašnjenja nekih ili svih položaja u bilanci, računu dobiti i gubitka i novčanog tijeka. 
Bilješke se izrađuju na temelju sastavljenih izvještaja (GFI-POD ili drugi), a sastoje se od tri dijela:
1. osnovni podatci o društvu
- puni naziv društva, adresa, djelatnost, ime odgovorne osobe i ostali detalji vezani za društvo

2. značajne računovodstvene politike
- računovodstvene politike su metode, načela, postupci na temelju zakona i računovodstvenihstandarda koji su korišteni u sastavljanju i objavljivanju financijskih izvještaja
- računovodstvene politike se obično objavljuju u bilješkama uz financijske izvještaje

3. pojašnjenja pojedinih pozicija financijskih izvještaja
- bolji pregled detalja (često popraćen razrađenim tablicama i grafikonima)

U bilješkama su sadržani podatci, detalji i upute za korisnike financijskog izvještaja. Temeljni financijski izvještaji trebaju biti jasni i pregledni, a to znači da detaljne podatke i informacije iz izvještaja treba prenijeti u bilješke. Bilješke nisu standardni izvještaj što znači da se sastavlja u slobodnoj formi iako se u svakoj bilješki uz financijski izvještaj mora voditi računa da bilješka ima gore navedena tri sastavna dijela i da slijedi načela potpunosti, jasnoće i preglednosti. Bilješke uz financijske izvještaje predaju se Državnom uredu za reviziju u papirnatom obliku uz standardne izvještaje, odnosno ako postoji mogućnost elektroničkog potpisivanja tada se bilješke mogu predati i kao PDF dokument potpisan naprednim elektroničkim potpisom.